# Stroudia striaticlypeus
Stroudia striaticlypeus  (лат.) — вид одиночных ос (Eumeninae).

## Распространение
Африка: Кения (Laikipia Distr.).

## Описание
Длина осы 7 мм. По некоторым признакам напоминает одиночных ос вида Stroudia pseudeumenes G.Soika, 1989, у которого есть две бороздки на клипеусе. Но по особенному бороздчатому строению наличника не похож ни на один другой вид рода. Название вида дано из-за наличия бороздок, имеющихся на наличнике.
Взрослые самки охотятся на гусениц для откладывания в них яиц и в которых в будущем появится личинка осы.